# Agujas de Cleopatra

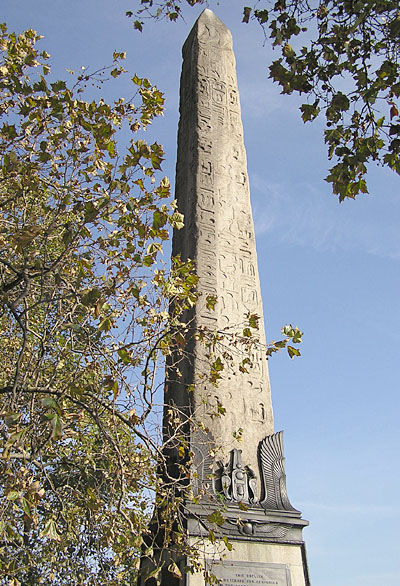
La Aguja de Cleopatra de Londres, Inglaterra.

Las Agujas de Cleopatra (Cleopatra's Needles) es el nombre anglosajón de una pareja de obeliscos ordenados esculpir por el faraón Tutmosis III en el siglo XV a. C. Inicialmente se erigieron en la antigua ciudad de Iunu, la "Heliópolis" de Egipto. Posteriormente fueron trasladados a Alejandría, por deseo de César Augusto. En el siglo XIX fueron trasportados a Londres y Nueva York respectivamente.
La palabra "obelisco" proviene del término griego obeliskos, que es diminutivo de obelos y significa "aguja", pero, a pesar de su nombre, las Agujas de Cleopatra (Cleopatra's Needles) no tienen relación con la reina gobernante de Egipto Cleopatra. 
A veces se denominada por error Cleopatra's Needle al obelisco erigido en la Plaza de la Concordia de París, esculpido en tiempos del faraón Ramsés II y obsequio a Francia de Mehemet Ali en 1826. Sin embargo, este obelisco nunca estuvo en Alejandría, junto a los dos anteriores, y su pareja se encuentra en el templo de Luxor.

## Historia

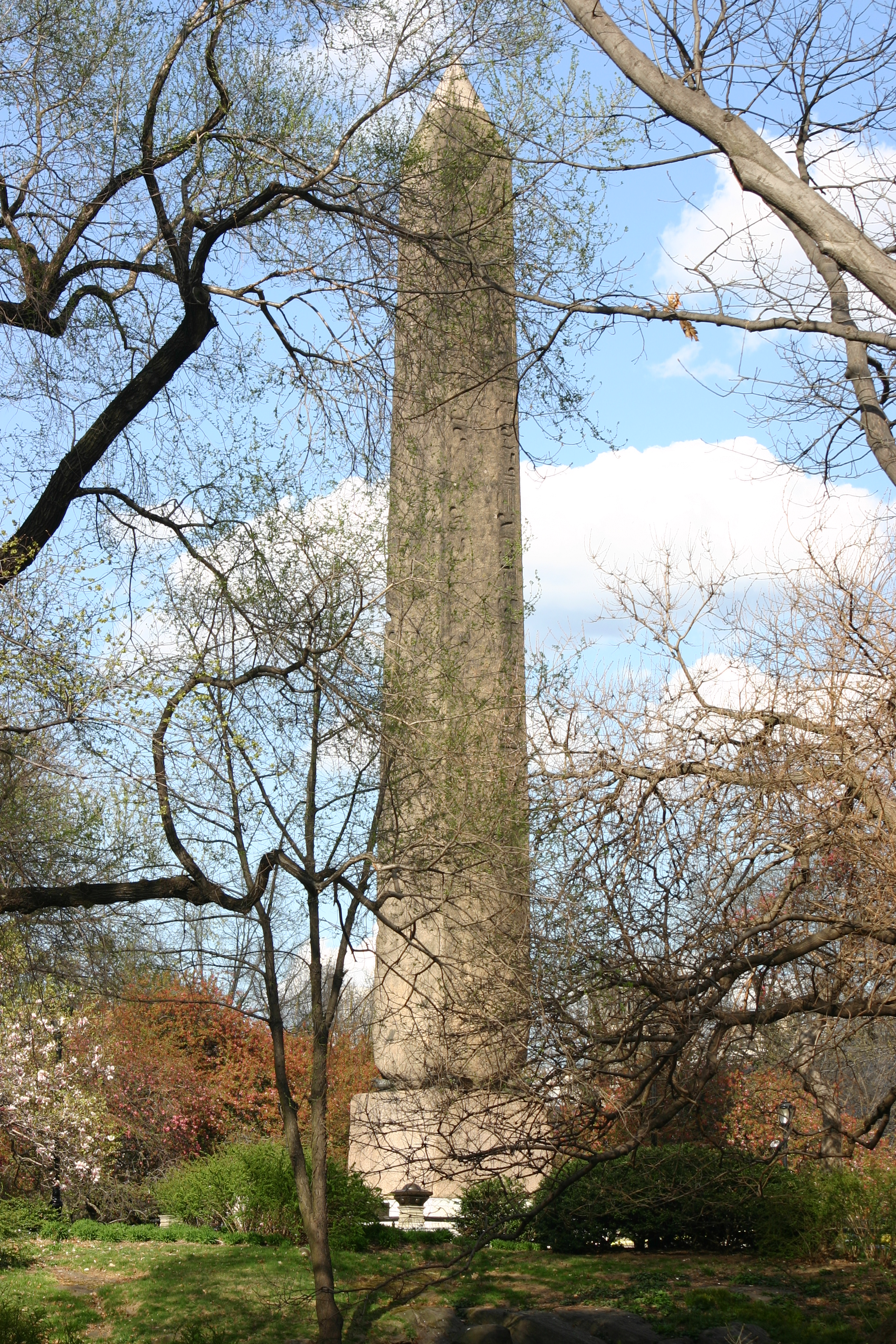
La Aguja de Cleopatra de Central Park, Nueva York, EE UU.

Los obeliscos fueron esculpidos en granito rojo, miden cerca de 21 metros de altura, pesan unas 180 toneladas y están inscritos con jeroglíficos egipcios. Fueron erigidos originalmente en la ciudad de Heliópolis alrededor de 1450 a. C. 
El granito provenía de las canteras de Asuán, cerca de la primera catarata del Nilo. Las inscripciones fueron ordenadas grabar unos doscientos años después por Ramsés II, para conmemorar sus victorias militares. Cuando fueron trasladados a Alejandría en el año 12, se instalaron en el Caesarium (un templo construido por Cleopatra), pero fueron derribados más adelante. Gracias a que quedaron enterrados, se conservaron la mayoría de los jeroglíficos a salvo de la acción atmosférica.

### Obelisco de Londres
La aguja de Londres está en Westminster. Fue un regalo al Reino Unido que Mehemet Ali hizo en 1819, en conmemoración de las victorias de Lord Nelson en la batalla del Nilo y de sir Ralph Abercromby en la batalla de Alejandría de 1801. Aunque el gobierno británico agradeció el gesto, declinó financiar el costo de transportarlo a Londres, por lo que permaneció en Alejandría hasta 1877, cuando sir Erasmus Wilson patrocinó su transporte a Londres. Fue erigido en el Embankment (Londres), a orillas del Támesis.

### Obelisco de Nueva York
La aguja de Nueva York está en Central Park. Tras la apertura del canal de Suez en 1869, Ismail Pasha ofreció uno de los obeliscos a Estados Unidos con la esperanza de cultivar las relaciones comerciales, formalizando el hecho su hijo y sucesor Tewfik Pasha en 1879. William H. Vanderbilt financió el traslado, y el obelisco quedó instalado en el parque en 1881.

## Elaboración de los obeliscos egipcios
Los obeliscos se extraían de las canteras abriendo surcos en el perímetro percutiendo con bolas de dolerita. Antes de tallar los jeroglíficos, se pulía la superficie con polvo de esmeril. Para comprobar la calidad de la pulimentación, se presionaba la piedra contra una superficie plana, cubierta de ocre rojo, que marcaba las zonas salientes; éstas se pulían y se volvía a comprobar la superficie. Las inscripciones se tallaban con esmeril, tal vez con la ayuda de herramientas de cobre para aplicar el abrasivo. El cobre era el metal más utilizado por los egipcios hasta el Imperio Nuevo, que por sí solo no era lo bastante duro como para tallar las piedras más duras, como el granito.

## Galería

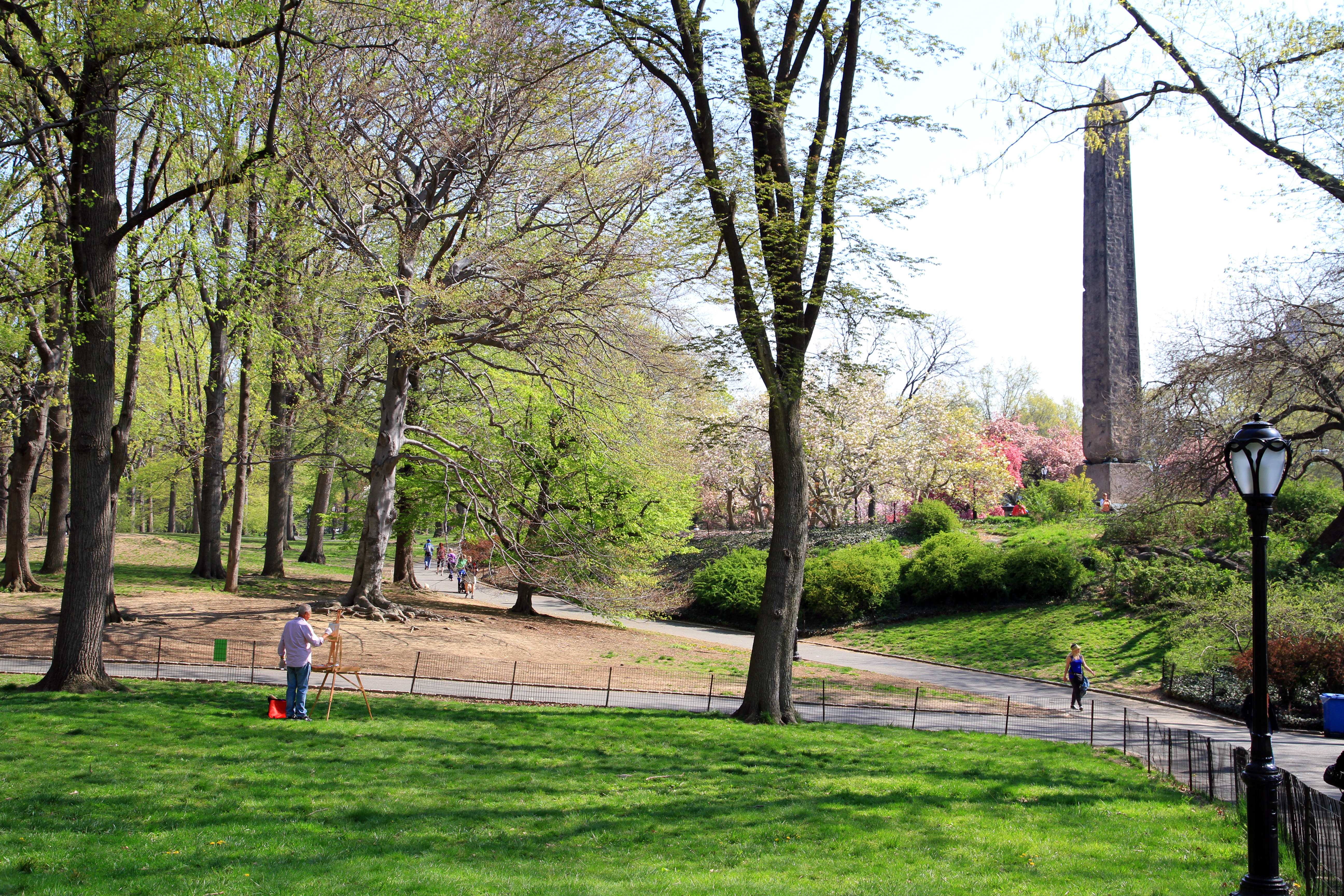
Aguja de Cleopatra del Parque Central (Nueva York).
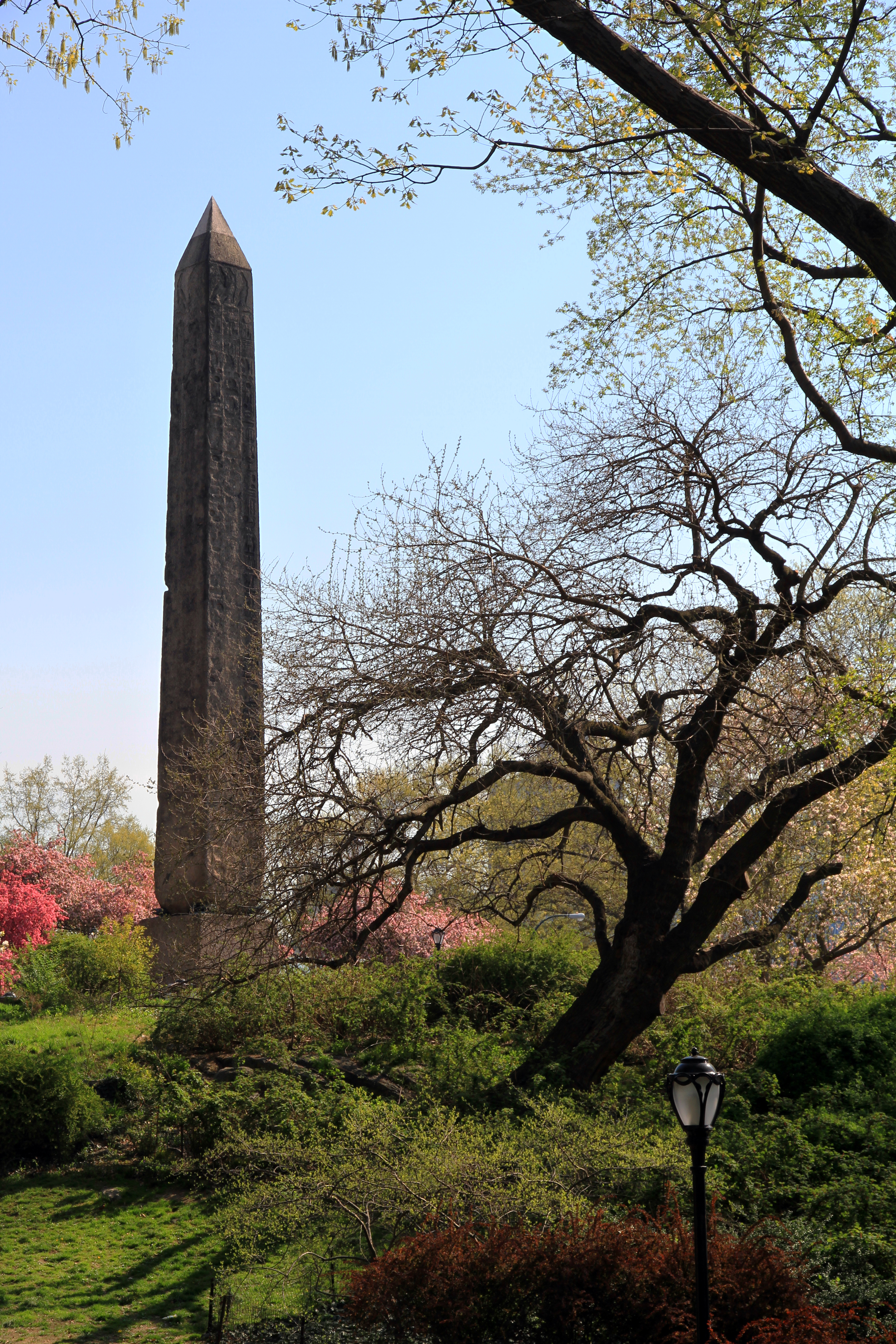
Aguja de Cleopatra del Parque Central (Nueva York).
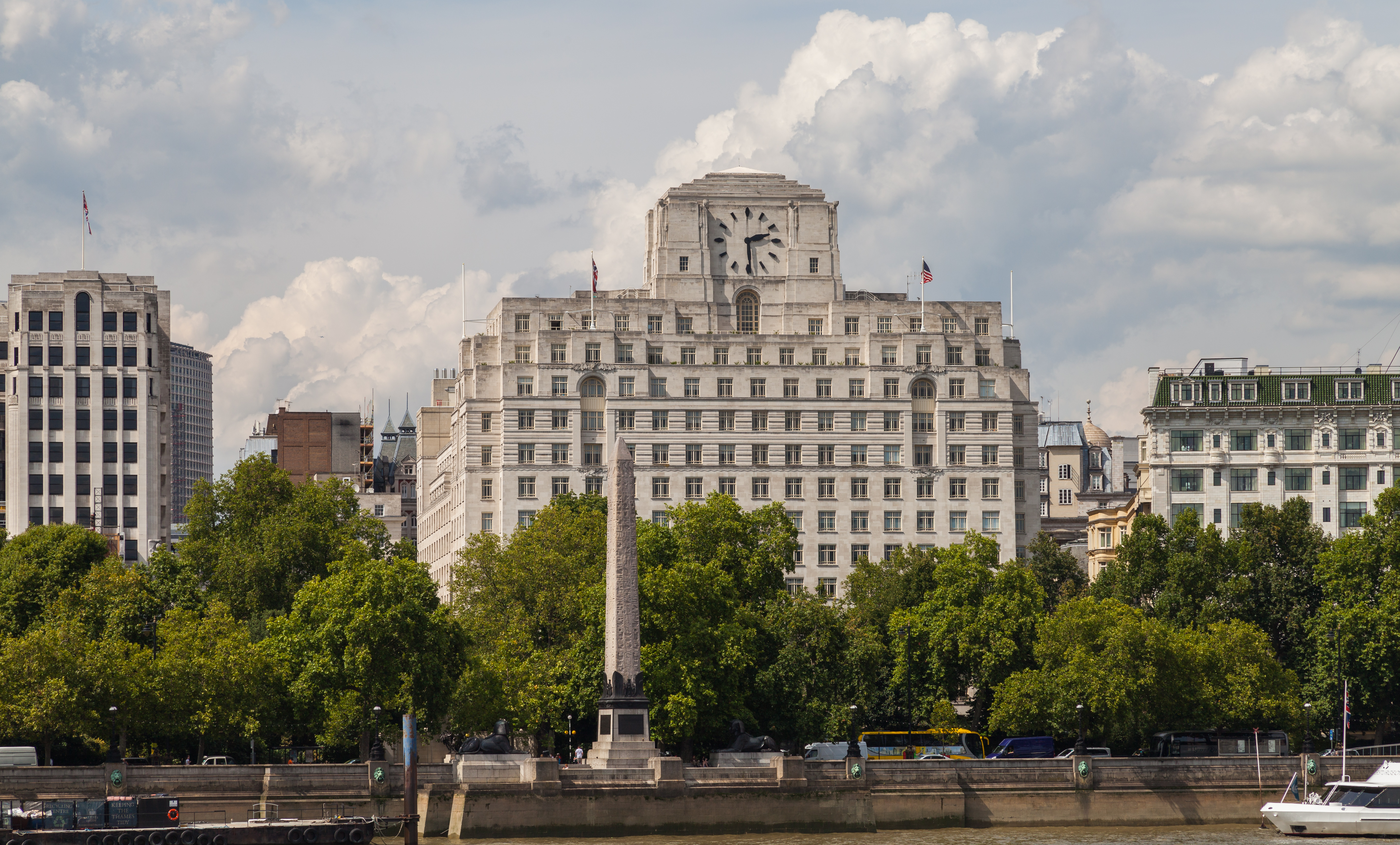
Vista de las Agujas de Cleopatra en Londres desde la otra orilla del Támesis.